# Portage Park
Portage Park, to chicagowska dzielnica zamknięta ulicami Narragansett Avenue na zachodzie, Belmont Avenue na południu, Lawrence Avenue na północy, a na wschodzie torami kolejowymi tuż na wschód od Cicero Avenue. Portage Park, według spisu ludności z 2000, roku stanowi największe skupisko mieszkańców narodowości polskiej lub pochodzenia polskiego na terenie metropolii chicagowskiej. Jej centralnym punktem jest tytułowy park.
„Portage” oznacza dosłownie „przenoskę”, a więc pas ziemi pomiędzy dwoma zbiornikami wodnymi, przez który trzeba przenieść łódź, by móc płynąć dalej. Od niepamiętnych czasów szlak takiej przenioski wiódł mniej więcej wzdłuż ulicy Irving Park Road łącząc szlaki wodne Chicago River i Des Plaines River.

## Historia
Indianie ze szczepów Pottowatomi, Ottawa, Chippewa, a później także francuscy i anglosascy traperzy używali tej właśnie przenioski, bowiem na odcinku pomiędzy dzisiejszymi ulicami Cicero i Narragansett szlak był błotnisty, a wiosną i jesienią nawet spławny.
Wzdłuż tych właśnie ulic przebiegały dwa progi pradoliny jeziora Michigan, które zatrzymywały wody opadowe zamieniając obszar dzisiejszej dzielnicy w grząskie bagnisko.
Pierwsi biali osadnicy pojawili się dopiero w roku 1816. Stało się to możliwe po podpisaniu traktatu z Indianami, na mocy którego zachodnia granica USA przesunąła się na linię dzisiejszych ulic Rogers Avenue i Forest Preserve Drive. Jednak trwające do roku 1832 krwawe walki z plemionami Sauków i Lisów pod wodzą Czarnego Jastrzębia opóźniły trwałą kolonizację obszaru.
Pierwszymi osadnikami były rodziny Armitage’ów, Gale’ów, Grayów i Faulknerów (istnieją do dziś w nazwach szkół i ulic). Bagnisty teren nie pozwalał na uprawę ziemi. Osadnicy walczyli z ostrymi zimami i wiosennymi powodziami, ale przetrwali. W 1841 roku E.B. Sutherland zbudował przy Northwest Plank Road (dzisiejsza Milwaukee Avenue) zajazd, który natychmiast zdobył sobie popularność wśród przejezdnych, bowiem można tu było zjeść lub przenocować przed trwającym około 8 godzin dojazdem do Chicago. Pięć lat później lokal został odkupiony przez rodzinę Dickinsonów i jako „Dickinson Tavern” egzystował u zbiegu ulic Milwaukee i Belle Plaine (wówczas Western Plank Road) aż do roku 1912. W 1850 roku założono miasteczko Jefferson, a Chester Dickinson został jego pierwszym burmistrzem.
Northwest Plank Road, zbudowana za ogromne jak na owe czasy pieniądze (51 tys. dolarów), stała się pierwszym w miarę wygodnym szlakiem komunikacyjnym wiodącym z Chicago na północny zachód, nic więc dziwnego, że okolice dzisiejszego skrzyżowania zwanego Six Corners (pol. sześć narożników) zaczęły się gwałtownie zaludniać. W latach sześćdziesiątych XIX wieku rozrastająca się szybko metropolia dotarła do granic miasteczka Jefferson, które ostatecznie w roku 1889 wchłonęła. W ten sposób obecny obszar Portage Park znalazł się w granicach Chicago.
Z początku była to cicha, podmiejska okolica, aż do roku 1907, kiedy to wzdłuż ulicy Milwaukee Avenue (już się wtedy tak nazywała) ruszył pierwszy tramwaj. W kilka lat później (1909-1911) powstała kolejna linia wzdłuż Irving Park Road, a w roku 1915 wytyczono granice parku i zbudowano otwarty basen dla publiczności. W tamtym czasie było to zwykłe błotniste bajoro, ale amatorów kąpieli nie brakowało.
W roku 1959 na basenie na terenie Portage Park rozgrywane były zawody pływackie igrzysk panamerykańskich, a w 1972 krajowe eliminacje do igrzysk olimpijskich.

## Portage Park dzisiaj
Dzisiejszą dzielnicę Portage Park zamieszkuje ponad 60 tys. ludzi najróżniejszego pochodzenia, w tym wielu Polaków. Różnorodność etniczną mieszkańców obrazuje przynależność religijna trzydziestu kilku tutejszych kościołów. Wizytówkami dzielnicy są, oczywiście, centra handlowo-biznesowe wokół Six Corners i Belmont-Central, kino Portage Theatre, i parki. Jest ich razem sześć, a wśród nich bardzo polski Park Chopina tuż obok kościoła św. Władysława.
O polskości tej dzielnicy świadczy liczba sklepów i innych biznesów wzdłuż ulic Belmont, Central, Montrose czy Lawrence, a także liczne polskie organizacje, które w owej dzielnicy mają swoje siedziby, np. Zrzeszenie Amerykańsko Polskie, Stowarzyszenie Weteranów Armii Polskiej czy Centrum Milenijne oo. Jezuitów.

## Galeria zdjęć

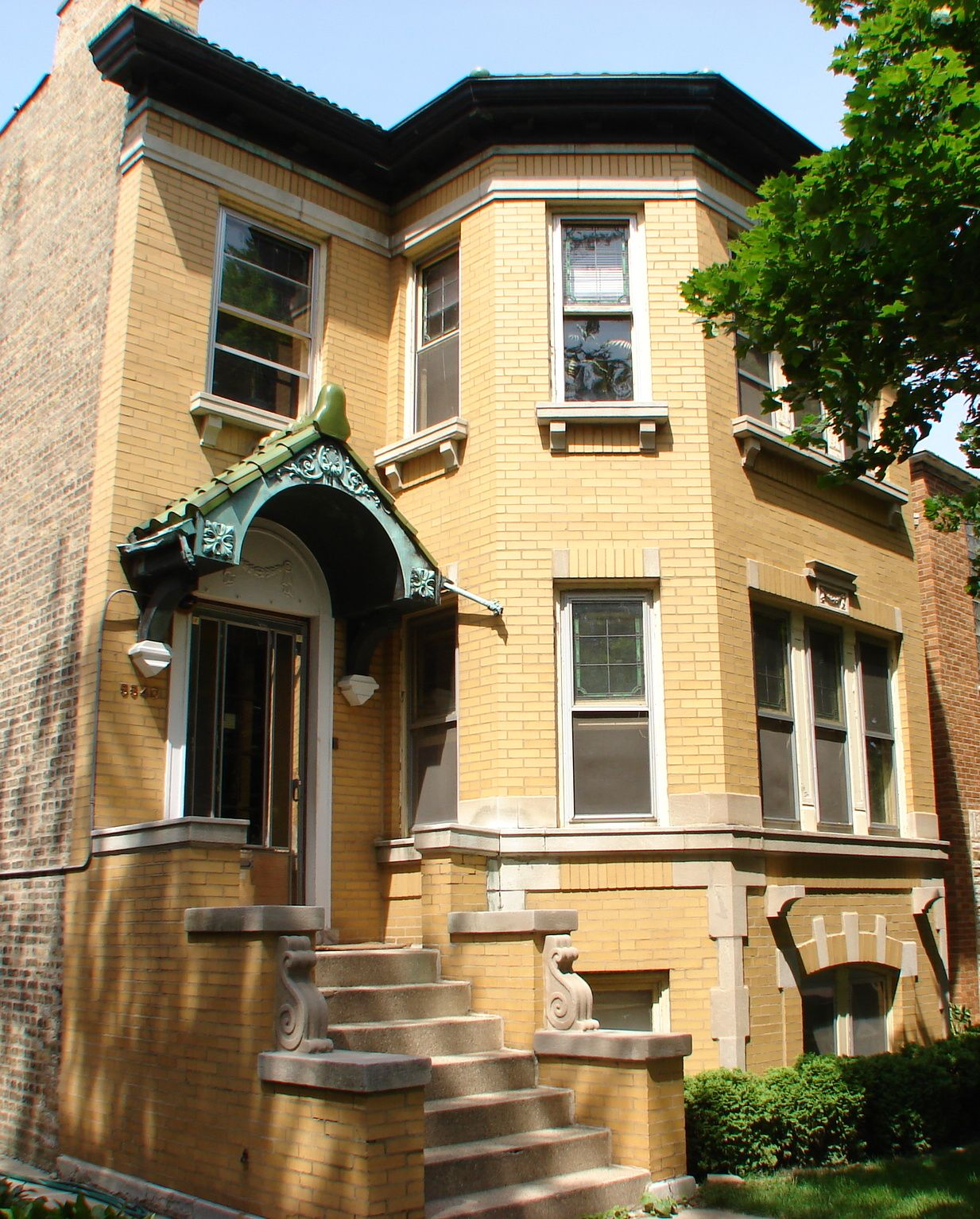
Jedna z kamieniczek w dzielnicy Portage Park (Chicago)
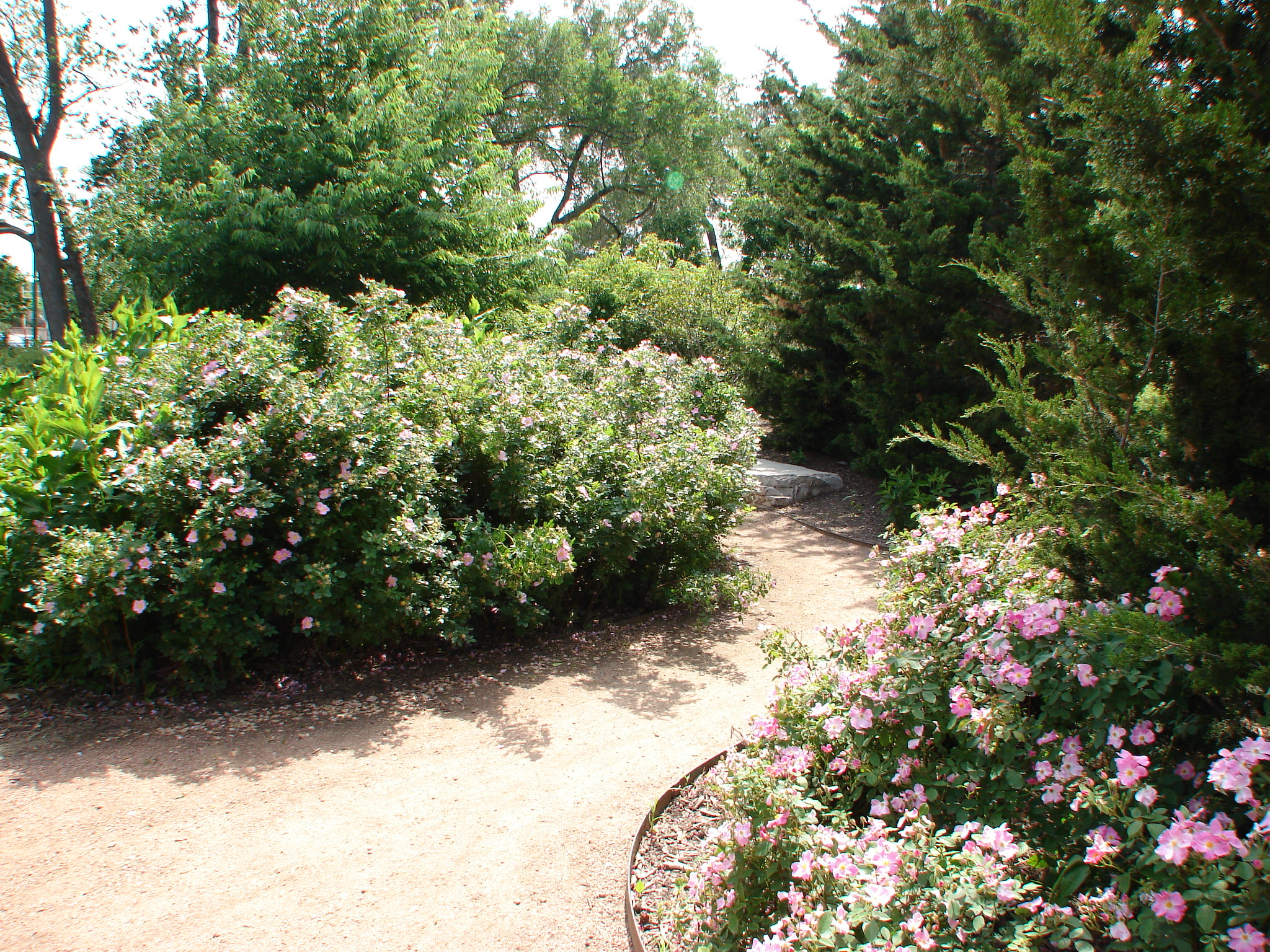
Alejka w parku
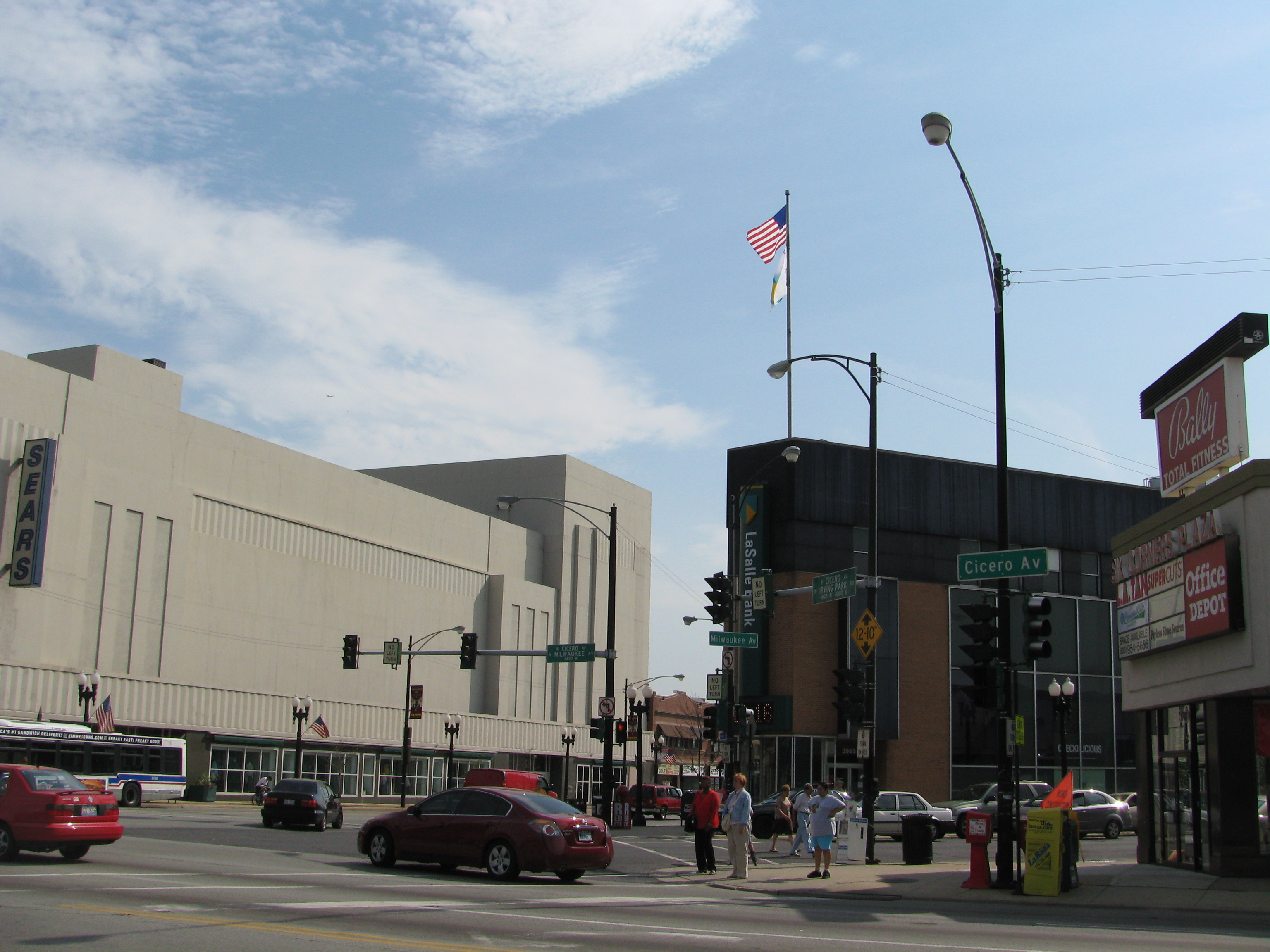
Six Corners
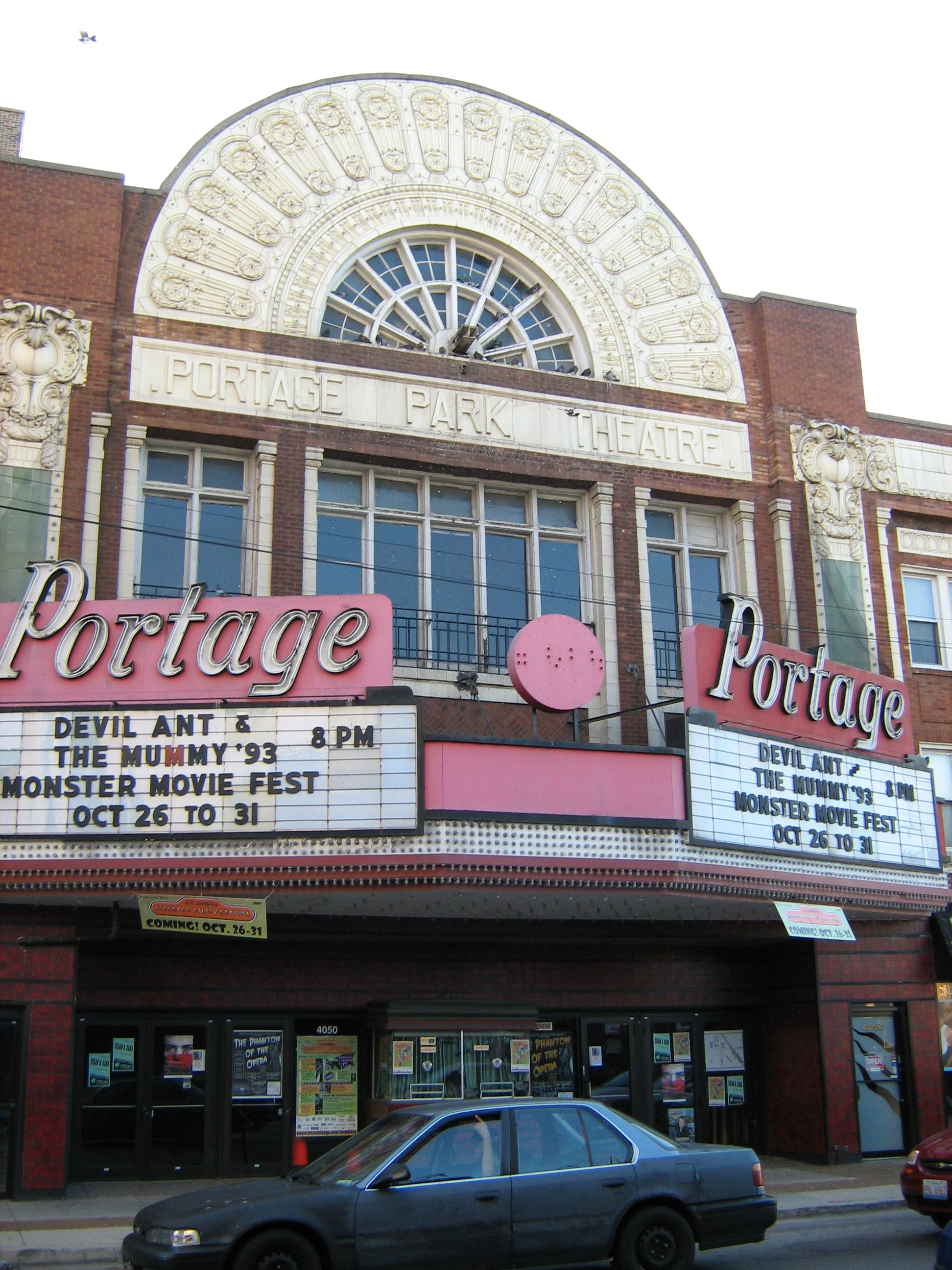
Wejście do Portage Theater
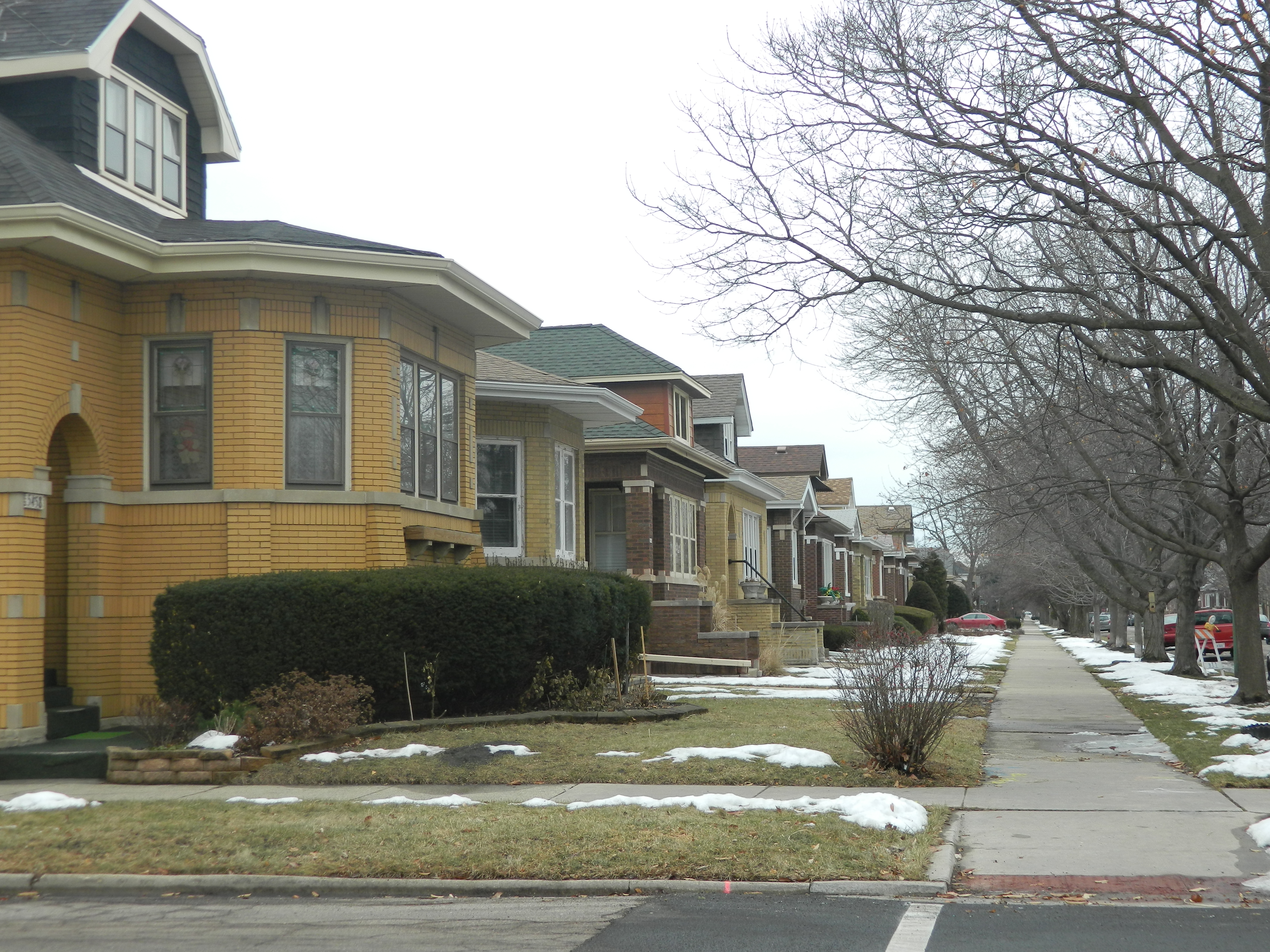
Bungalowy na Portage Park Bungalow Historic District
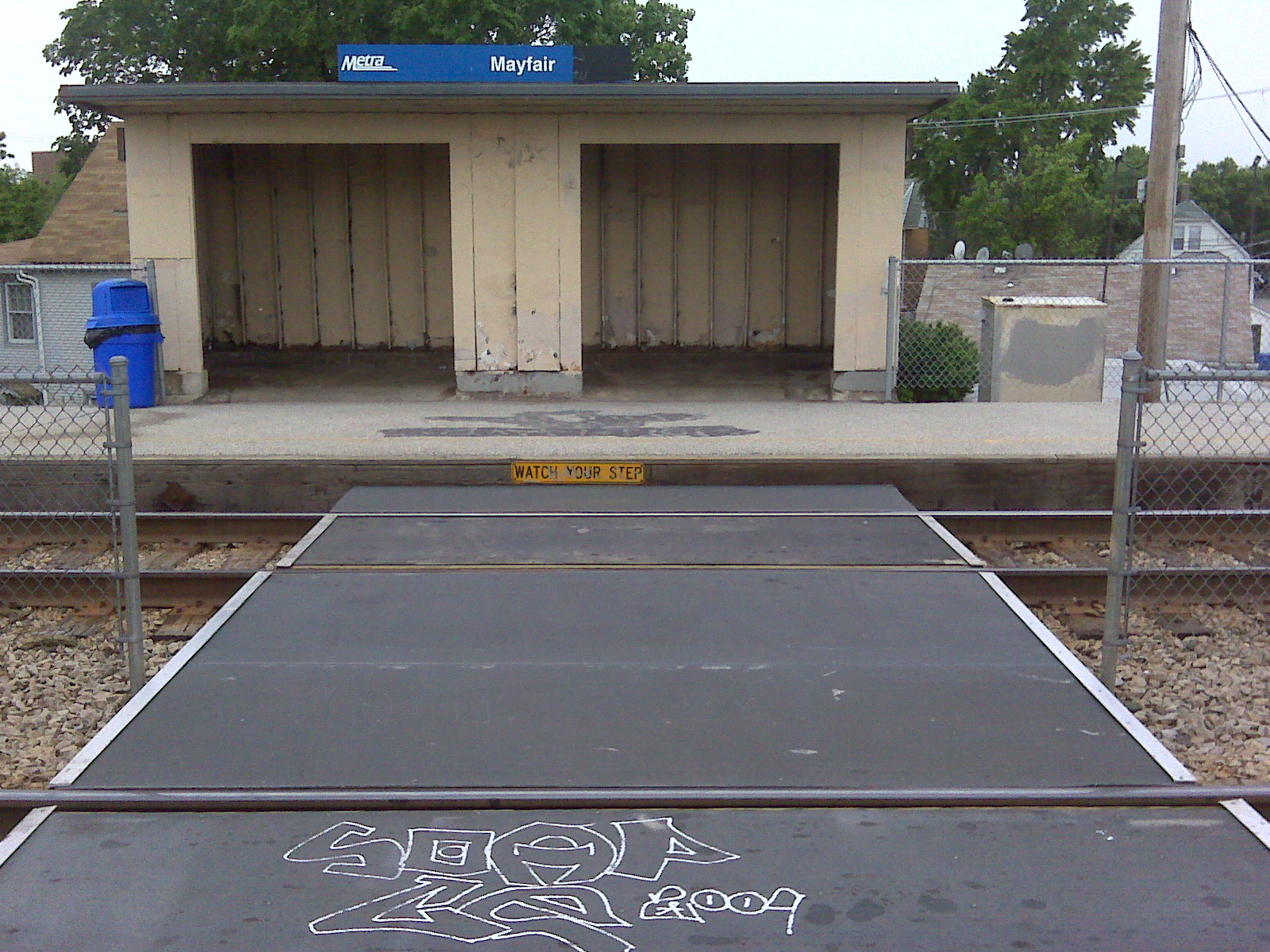
Stacja kolei podmiejskiej Metra, Mayfair